# Andrew Lawrence (cestista)
Andrew Derek Lawrence (Woking, 4 giugno 1990) è un cestista britannico.

## Carriera
Con la Gran Bretagna ha disputato i Giochi olimpici di Londra 2012 e tre edizioni dei Campionati europei (2011, 2013, 2017).